# Liste der Naturdenkmale in Erligheim
| Naturdenkmale | Anzahl |
| ------------- | ------ |
| FND           | 0      |
| END           | 3      |
| Gesamt        | 3      |

Die Liste der Naturdenkmale in Erligheim nennt die verordneten Naturdenkmale (ND) der im baden-württembergischen Landkreis Ludwigsburg liegenden Gemeinde Erligheim. In Erligheim gibt es insgesamt drei als Naturdenkmal geschützte Objekte, kein flächenhaftes Naturdenkmal (FND), alle Einzelgebilde-Naturdenkmale (END).
Stand: 30. Oktober 2016.

## Einzelgebilde (END)
| Name                     | Bild | Kennung     | Einzelheiten | Position | Fläche Hektar | Datum        |
| ------------------------ | ---- | ----------- | ------------ | -------- | ------------- | ------------ |
| Mostbirnbaumgruppe       | BW   | 81180150001 | Erligheim    | ⊙        | 0,0           | 7. Juli 1989 |
| Mostbirnbaumgruppe       | BW   | 81180150002 | Erligheim    | ⊙        | 0,0           | 7. Juli 1989 |
| 1 Traubeneiche           | BW   | 81180150003 | Erligheim    | ⊙        | 0,0           | 7. Juli 1989 |
| Legende für Naturdenkmal |      |             |              |          |               |              |